# Gaurax rubicundulus
Gaurax rubicundulus är en tvåvingeart som beskrevs av Frey 1923. Gaurax rubicundulus ingår i släktet Gaurax och familjen fritflugor. Inga underarter finns listade i Catalogue of Life.